# Taenidia
Taenidia là chi thực vật có hoa trong họ Apiaceae.